# Пузирков Віктор Григорович
Ві́ктор Григо́рович Пузирко́в (4 жовтня 1918, Катеринослав — 30 жовтня 1999, Київ) — український художник-мариніст, представник соцреалізму. Народний художник СРСР (1979), лауреат Державної премії УРСР імені Тараса Шевченка (1976), двічі лауреат Державної премії СРСР (1948, 1950).

## Біографія
Народився 4 жовтня 1918 року в Катеринославі (тепер Дніпро) в сім'ї робітника. Початкову образотворчу освіту здобував у дитячому позашкільному комбінаті, яким опікувався М. М. Панін.
У 1936 закінчив середню загальноосвітню школу № 36 і того ж року вступив на 3-ій курс Дніпропетровського художнього училища. Навчався живопису в М. М. Паніна та П. Я. Альохіна.
У 1938 році став студентом Київського художнього інституту (педагоги Олександр Фомін, Сергій Єржиковський, Костянтин Єлєва, Володимир Костецький, Федор Кричевський).
26 червня 1941 року пішов на фронт рядовим 34-го полку 3-ї Бесарабської кавалерійської дивізії ім. Г. Котовського. У серпні 1941 року був важко поранений. Врятував митця бойовий побратим Слободенко, який на собі виніс його з поля бою. Майже рік Пузирков пролежав у госпіталі, а згодом, комісований за станом здоров'я, опинився в Алма-Аті. Там дізнався, що Київський художній інститут евакуйовано до Самарканда. Невдовзі Віктор Пузирков відновлюється як студент інституту, який було об'єднано з Московським художнім закладом, і впродовж двох років навчається в майстерні російського художника Сергія Герасимова.
Наприкінці квітня 1944 року Віктор Пузирков повернувся до Києва, де продовжив навчання у художньому інституті. Перед виходом на диплом провідав матір у Дніпропетровську. Під враженнями від її розповідей про часи німецької окупації, уже в Києві, за керівництва свого вчителя професора Олексія Шовкуненка створює картину «Нескорені», яка стає його дипломною роботою і початком серії відомих робіт про війну.
1946 року стає членом Спілки художників України.
У 1947 році на Всесоюзній виставці в Москві представив полотно «Чорноморці», яким заявив про себе як зрілий майстер української реалістичної школи. У тому ж році був відзначений Державною премією СРСР. Дізнавшись із газет про нагородження Віктора Пузиркова, фронтовий побратим і рятівник Олексій Слободенко розшукує товариша. В результаті зустрічі друзів народилася відома картина про солдатську дружбу і взаємодопомогу «Солдати. Побратими».
Від 1948 року — викладач та очільник кафедри живопису у Київському художньому інституті. Нині — Національна академія образотворчого мистецтва і архітектури.

Могила Віктора Пузиркова, Байкове кладовище

У 1950 році отримав другу Державну премію СРСР за досягнення в галузі образотворчого мистецтва. Того ж року був відряджений на Чорноморський військовий флот у м. Севастополь. Протягом наступних чотирьої років працює над картинами морської тематики «Прибій», «Біля кримських берегів», «Тиша», «У горах Криму», «Прибережні скелі».
У 1957 році — затверджений у званні професора кафедри «Живопис і композиція», нагороджений почесним дипломом Міністерства культури і СХ УРСР за картину «Після шторму».
За картини «В землянці» і «Солдати. Побратими» в 1976 році було присуджено Державну премію УРСР імені Тараса Шевченка.
Помер на 82-му році життя 30 жовтня 1999 року у власній квартирі в Києві. Похований разом з дружиною на Байковому кладовищі (ділянка № 49а, 50°25′0.31″ пн. ш. 30°30′6.34″ сх. д. / 50.4167528° пн. ш. 30.5017611° сх. д.).

## Викладацька діяльність
Починаючи з 1948 року й до кінця життя Віктор Пузирков викладав у Київському художньому  інституті (нині — Національна академія образотворчого мистецтва і архітектури).
У 1950—1956 роках на посаді доцента викладав рисунок, живопис і композицію на ІІІ–V курсах в навчальних майстернях Олексія Шовкуненка та Карпа Трохименка. З 1956 року керував навчально-творчою майстернею станкового живопису Академії образотворчого мистецтва і архітектури (НАОМА).

### Учні
Серед учнів майстра:
- Анатолій Криволап, український художник, майстер українського нефігуративного малярства та пейзажу, учасник артгурту «Живописний заповідник» (1991—1995).
- Володимир Ємець, народний художник України
- Олександр Лопухов, академік Академії мистецтв України, народний художник України, лауреат Державної премії УРСР ім. Тараса Шевченка, професор НАОМА
- Віра Баринова-Кулеба, Народний художник України, член-кореспондент АМУ, професор НАОМА
- Лев Вітковський, заслужений діяч мистецтв України, професор НАОМА
- Іван Ковтонюк, народний художник України, доцент НАОМА
- Леонід Жабинський, живописець
- Мохаммад Акбар Хурасані, живописець
- Юлій Ятченко, заслужений діяч мистецтв України, професор НАОМА
- Юрій Баликов, український художник, член Спілки художників України з 1965 року.
- Олександр Басанець, заслужений діяч мистецтв України, професор НАОМА
- Олександр Коденко, доцент живопису Луганської державної академії культури і мистецтв, представник сучасного сакрального мистецтва і медитативного живопису.
- Анатолій Пламеницький, український живописець(пейзажист, портретист, жанрист). Заслужений діяч мистецтв УРСР (з 1964 року). Народний художник УРСР (з 1976 року).
- Виродова-Готье Валентина Гаврилівна, член-кореспондент Національної академії мистецтв України, заслужений діяч мистецтв України, професор Національної академії образотворчого мистецтва і архітектури, лауреат Мистецької премії «Київ» імені Сергія Шишка та мистецьких конкурсів і виставок.

## Творчість
Головною темою творчого доробку Віктора Пузиркова була Друга світова війна.
Найвідоміші роботи Пузиркова-баталіста:
- «Чорноморці»,
- «Розгром»,
- «Побратими»,
- «Вистояли»,
- «Солдати»,
- «Безсмертя»
- «Вони воювали за Батьківщину»,
- «Глуха ніч»,
- «Біля рідного порогу» та ін.

Проте темою війни творчість Віктора Пузиркова не обмежувалась. Стримані у кольорах натюрморти та етюди, що викликають у пам'яті живописні пошуки художників початку ХХ століття, морські краєвиди, в яких автор звертається до романтичної традиції Івана Айвазовського. Навіть досвідчених майстрів, що працювали поряд з художником, вражала «пластика хвиль», яка дозволяла досягти на полотні драматичного ефекту.

«Тиша на морі»

Це можна оцінити, знайомлячись з морськими пейзажами:
- «Біля кримських берегів» (1952),
- «Відважні» (1960),
- «Тиша» (1953),
- «Море штормить» (1978)
- «Регата» (1980)
- «Під вітрилами» (1983)
- «Яхти в морі» (1985)
- «Сонячний прибій» (1988)
- «Сонце зайшло» (1999).

Віктор Пузирков був захоплений не лише морем, а й природою взагалі, особливо України, середньої полоси Росії та навіть крайньої Півночі.
- «Вуличка в Гурзуфі» (1978)
- «Вид на кримські гори» (1955)
- «Спогади про Гурзуф» (1955)
- «У горах Кріму» (1955)
- «Мокрий луг» (1984)
- «Осінні далі» (1981).

У його доробку також багато інших пейзажів, а натюрмортів з квітами тільки сім.
- «Троянди» (1948).

Краєвиди написані в стриманій кольоровій гамі. Осінній пейзажний цикл картин:
- «Останні промені»,
- «Після дощу»
- «Вечір на озері»,
- «Осіння дорога»,
- «Іде сніг».

Особливої уваги заслуговує серія італійських етюдів:
- «Вуличка у Флоренції»,
- «Пізанська башта»,
- «Руїни стародавнього Риму»,
- «Канал у Венеції».

«Вечір у Венеції»

Віктор Пузирков до останніх років життя активно працював, а коли вже вік і час не дозволяли йому творити великі полотна, він звертався до невеликих за розміром, але сповнених просторової глибини й колористичної енергетики пейзажів — це краєвиди Київщини, перспективи Дніпра та його берегів.
Роботи Віктора Пузиркова входять до експозицій провідних художніх музеїв України, Канади, Росії, США, а також знаходяться в приватних колекціях.

## Персональні виставки
- 1989 (Київ)
- 1999 (Київ)
- 2000 — до річниці від дня смерті, Київ, НХМУ
- 2003 — виставка «Віктор Пузирков та його учні». Київська міська галерея «Лавра»
- 2004 — виставка творів Віктора Пузиркова, Київ, НАОМА
- 2013 — виставка етюдів Віктора Пузиркова, до 95-річчя від дня народження, Київ, НАОМА
- 2018 — виставка творів Віктора Пузиркова, до 100-річчя від дня народження, Київ, НАОМА
- 2021 — виставка творів Віктора Пузиркова, до 100-річчя від дня народження, Київ, Національний музей «Київська картинна галерея»

## Звання та нагороди
- Державна премія СРСР (1948) — за картину «Чорноморці» (1947)
- Державна премія СРСР (1950) — за картину "І. В. Сталін на крейсері «Молотов» "
- Державна премія УРСР імені Т. Г. Шевченка (1976) — за картини «Солдати» та «В землянці»
- Заслужений діяч мистецтв УРСР
- Народний художник УРСР (з 1963 року)
- Народний художник СРСР (з 1979 року)
- Орден Трудового Червоного Прапора (1960);
- Орден Слави III ступеня (1968);
- Орден Великої Вітчизняної війни І ступеня (1965);
- Орден «За мужність» III ступеня (1999);
- Медаль «За Перемогу над Німеччиною у Великій Вітчизняній війні 1941—1945 років» (1967);
- чотирнадцять ювілейних медалей.